# 明日へ (Little Glee Monsterの曲)
「明日へ」（あしたへ）はLittle Glee Monsterの9枚目のシングル。2017年9月13日にソニー・ミュージックレコーズから発売。

## 内容
前作『だから、ひとりじゃない』から約5ヶ月ぶりとなる9枚目のシングル。
- デビュー当時からトレードマークとしてメンバーカラーのヘッドフォンを首に着用していたが「5人体制として活動する新しい自分たちを見て欲しいという」気持ちから、本作からは着用していない[1]。

### 楽曲解説
明日へ
- 初のメンバーによる作詞曲であり、「明日への不安、ここにいていいのかという不安や、未来へ向かう強い決意」をテーマに、メンバーそれぞれが上京時など色んな悩みを抱えていた頃の気持ちを思い出し、そのエピソードをもとにmanakaが歌詞にまとめた[2][3]。
- プロ野球・中日ドラゴンズ、山本泰寛内野手の登場曲である。
- ミュージック・ビデオやジャケットはメンバーの撮影は私服にて行われ、ジャケットは写真家の嶌村吉祥丸によって撮影された[4]。ミュージック・ビデオは、本編が公開まで5日間に渡りティザー・ムービーが公開された[注 1]。

COLORS
- ローリーズファーム主催「GIRLS TUNE FES 2017」のテーマソングとして書き下ろされた楽曲。

## リリース

### 形態
| 発売日        | レーベル    | 最高順位 | 販売形態 | 規格品番    | 備考   |
| ------------- | ----------- | -------- | -------- | ----------- | ------ |
| 2017年9月13日 | gr8!records | 2位      | CD+DVD   | SRCL-9476/7 | 初回盤 |
| 2017年9月13日 | gr8!records | 2位      | CD       | SRCL-9478   | 通常盤 |

### 特典
出典：
- 応援店舗 - 告知ポスター
- HMV - ジャケット絵柄ミニサイズポスター
- タワーレコード - オリジナルポストカード
- TSUTAYA - クリアファイル
- Amazon.co.jp - オリジナルステッカー

## 収録曲

### CD
通常盤・初回盤共通
| 01           | 明日へ                    | Little Glee Monster | イワツボコーダイ・吹野クワガタ | 吉田圭介     | 4:28  | MV - YouTube |  |  |
| 02           | COLORS                    | イワツボコーダイ    | 中村泰輔・丸谷マナブ           | 丸谷マナブ   | 4:40  |              |  |  |
| 03           | SAY!!! -Studio Live ver.- | Carlos K.           | Carlos K.                      | Carlos K.    | 5:15  |              |  |  |
| 04           | 明日へ -instrumental-     |                     |                                |              | 4:26  |              |  |  |
| 合計収録時間 | 合計収録時間              | 合計収録時間        | 合計収録時間                   | 合計収録時間 | 18:49 |              |  |  |

### DVD
初回盤
| #  | 曲名                                       | 備考 |
| -- | ------------------------------------------ | ---- |
| 01 | 好きだ。-Live on 2017.4.28-                |      |
| 02 | だから、ひとりじゃない -Live on 2017.4.28- |      |

## 収録作品
明日へ
- 『juice』(#2)
- 『ギュッと/CLOSE TO YOU』(#3)
  - Sound lnn "S" ver.で収録。
- 『BRIGHT NEW WORLD』(#4・通常盤 Disc 2)
  - ライブ・ヴァージョンで収録。
- 『GRADATI∞N』(#1・Disc 3)

COLORS
- 『juice』(#12)

## ライブ映像作品
| 曲名   | 公演                                                                   |
| ------ | ---------------------------------------------------------------------- |
| 明日へ | Little Glee Monster Arena Tour 2018 -juice!!!!! at YOKOHAMA ARENA      |
| 明日へ | Little Glee Monster MTV Unplugged                                      |
| 明日へ | Little Glee Monster Live in BUDOKAN 2019〜Calling Over!!!!!            |
| 明日へ | Little Glee Monster 5th Celebration Tour 2019 〜MONSTER GROOVE PARTY〜 |
| 明日へ | Little Glee Monster Live Tour 2022 Journey                             |
| 明日へ | Little Glee Monster 10th Anniversary Live                              |
| COLORS | Little Glee Monster Arena Tour 2018 -juice!!!!!- at YOKOHAMA ARENA     |